# Philia (Versaillesの曲)
「Philia」（フィリア）は、日本のヴィジュアル系メタルバンドVersaillesの6枚目のシングル。2011年3月16日にリリースされた。

## 概要
自身出演の冠番組となった毎日放送「おねがいかなえてヴェルサイユ」テーマ・ソング。

## 批評
hotexpressの星野学は「お笑い一歩手前の斬新な同番組とは裏腹に、楽曲はどこを切ってもVersaillesな大曲に仕上がっている」と評した。
CDジャーナルは「独特な世界観を持ち合わせた荘厳でゴージャスなムードを漂わせながらも、躍動感を前面に押し出したメタリックな作風が大きな魅力」と評した。

## 収録曲
1. Philia
(作詞:KAMIJO　作曲:HIZAKI)
2. Judicial Noir
(作詞:KAMIJO　作曲:HIZAKI)
3. Desert Apple 
(作曲:HIZAKI)